# Georges Dargaud

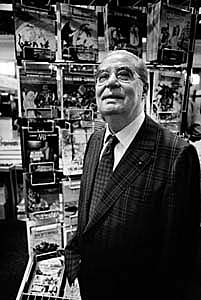
Georges Dargaud 1988

Georges Dargaud (* 27. April 1911 in Paris; † 18. Juli 1990 in Paris) war ein französischer Verleger, der den Comicverlag Dargaud gründete und führte. Der Verlag wurde vor allem durch die 1960 übernommene Comic-Zeitschrift Pilote und die dort veröffentlichten Asterix-Geschichten bekannt.
Im April 1936 gründete er mit einer Frau Irene den Dargaud Verlag. 1943 veröffentlichte er erstmals einen Comic, Allo les jeunes. 